# Godfrey Gao
Godfrey Gao, właśc. Tsao Chih-Hsiang (高以翔; ur. 22 września 1984 w Tajpej, zm. 27 listopada 2019) – tajwańsko-kanadyjski model i aktor. Był pierwszym azjatyckim modelem (193 cm wzrostu) pracującym dla marki Louis Vuitton.

## Życiorys
Urodził się w Tajpej w Tajwanie. Jego matka pochodzi z Malezji, a ojciec z Tajwanu. Kiedy miał dziewięć lat, wraz z rodziną przeniósł się do Vancouver w Kanadzie, gdzie uczęszczał do Argyle Secondary School, a później studiował na Capilano University.
W 2004 roku, po powrocie do Tajwanu, zaczął pracować jako model. Był na okładkach prestiżowych magazynów modowych, w tym „Numéro Homme” (Chiny, marzec 2011), „August Man” (Singapur, lipiec 2011 i czerwiec 2014), „Harper’s Bazaar” (Tajwan, marzec 2015), „Esquire” (Singapur, marzec 2015; Hong Kong, luty 2016), „Elle Men” (Hong Kong, sierpień 2016), „Men’s uno” (Hong Kong grudzień 2015 i październik 2016; Tajwan, sierpień 2016).
Pojawił się także w kilku filmach i serialach. Grał rolę Magnusa Bane’a w filmowej adaptacji Dary anioła: Miasto kości (The Mortal Instruments: City of Bones, 2013), który został nagrany na podstawie serii książek Dary anioła.
Związał się z JetStar Entertainment. W filmie Wedding Bible (2015) wystąpił jako Chikai z koreańską aktorką Yoo In-ną.
Zmarł 27 listopada 2019 w wieku 35 lat podczas nagrywania chińskiego programu Chase Me. Podczas pracy, po 17 godzinach nagrywania, zasłabł i stracił przytomność. Natychmiast trafił do szpitala, gdzie przez trzy godziny lekarze bezskutecznie walczyli o jego życie. Według wczesnych doniesień przyczyną śmierci Godfreya Gao był atak serca.

## Filmografia
- 2010: Toy Story 3 jako Ken (głos)
- 2013: Dary anioła: Miasto kości jako Magnus Bane
- 2016: Min & Max jako Zhang Xiao